# جون هوري (صحفي)
جون هوري (باليابانية: 堀潤؛ بالكانا: ほり じゅん) هو صحفي ياباني، ولد في 9 يوليو 1977 في هيوغو في اليابان.